# Tonglin (sockenhuvudort i Kina, Jiangxi Sheng, lat 27,51, long 115,42)
Tonglin är en sockenhuvudort i Kina. Den ligger i provinsen Jiangxi, i den sydöstra delen av landet, omkring 140 kilometer söder om provinshuvudstaden Nanchang. Antalet invånare är 7 878. Befolkningen består av 3 665 kvinnor och 4 213 män. Barn under 15 år utgör 21,0 %, vuxna 15-64 år 70 %, och äldre över 65 år 7,0 %.
Runt Tonglin är det ganska tätbefolkat, med 139 invånare per kvadratkilometer. Närmaste större samhälle är Badu, 17,0 km väster om Tonglin. I omgivningarna runt Tonglin växer i huvudsak blandskog.
Genomsnittlig årsnederbörd är 2 089 millimeter. Den regnigaste månaden är juni, med i genomsnitt 356 mm nederbörd, och den torraste är oktober, med 23 mm nederbörd.